# Uedemerfeld
Uedemerfeld ist ein Ortsteil der Gemeinde Uedem im Kreis Kleve in Nordrhein-Westfalen. Bis 1969 war Uedemerfeld eine eigenständige Gemeinde.

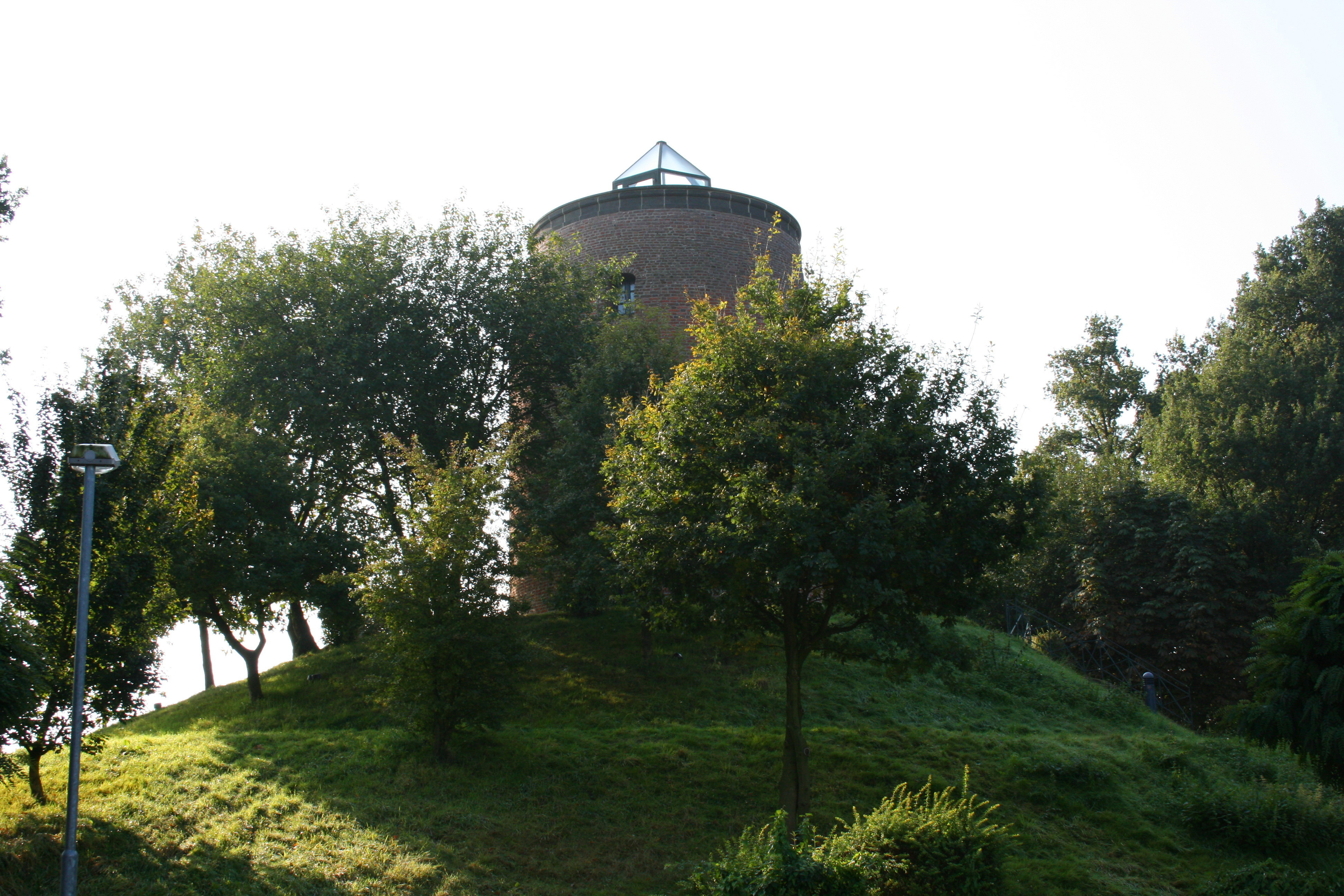
Hohe Mühle

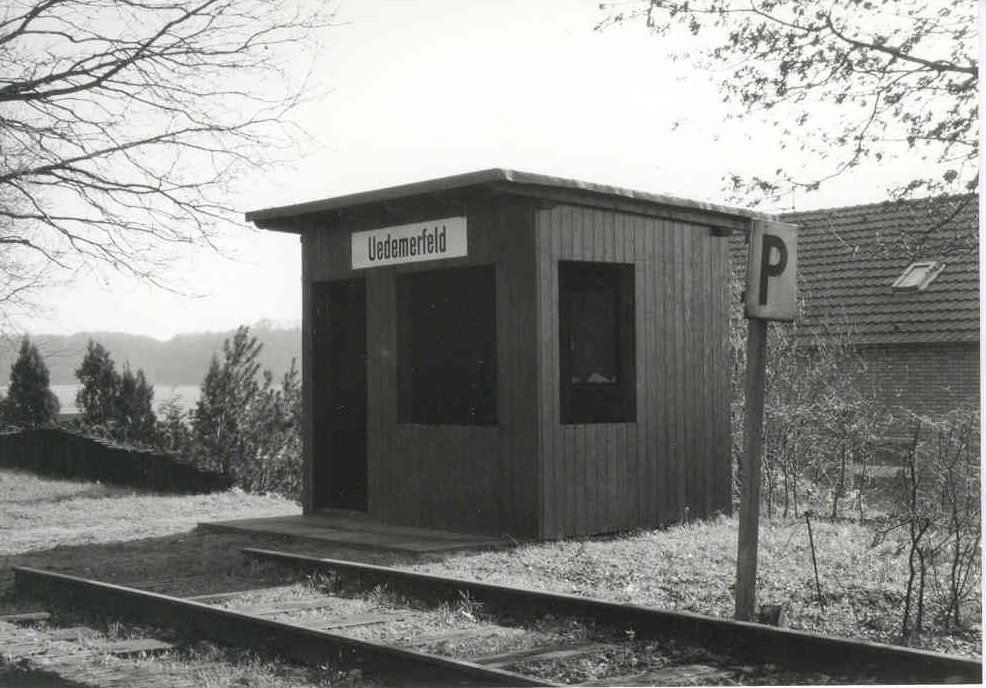
Ehemaliger Haltepunkt an der Bahn (Nachbau).

## Geographie
Uedemerfeld ist eine systematisch angelegtes Waldhufendorf mit der Uedemerfelder Straße als Kultivierungs- und Siedlungsachse. 
Die Ansiedlung hat keinen verdichteten Dorfkern, sondern besteht aus einzelnen Höfen, die zu den Bauerschaften Persel, Kirsel, Uedemerfeld, Steinbergen und Bünnert gehören. Die natürliche Ostgrenze von Uedemerfeld zum östlich anschließenden Uedemerbruch ist der alte Entwässerungsgraben Grenzley.

## Geschichte
Uedemerfeld wurde erstmals am 1. August 1236 in einer Urkunde des Grafen Dietrich V. von Kleve zu einem Vergleich mit dem Stift Xanten erwähnt. Die Siedlung entstand durch die Rodung des Waldgebietes östlich von Uedem. Von ungefähr 1300 bis zur Mitte des 18. Jahrhunderts gab es ein Schöffengericht besaß Uedemerfeld ein eigenes Schöffengericht.
Seit dem 19. Jahrhundert bildete Uedemerfeld eine Landgemeinde in der Bürgermeisterei Uedem (seit 1928 Amt Uedem) im Kreis Kleve im Regierungsbezirk Düsseldorf. Von 1906 bis 1945 hatte Uedemerfeld einen Bahnhof an der Eisenbahnstrecke von Goch nach Wesel, wo landwirtschaftliche Güter und Kohle verladen wurden.
Auf dem Paulsberg übernahm die Bundeswehr einen britischen Stützpunkt.
Am 1. Juli 1969 wurde Uedemerfeld durch das Gesetz zur Neugliederung des Landkreises Kleve in die Gemeinde Uedem eingegliedert.

## Einwohnerentwicklung
| Jahr | Einwohner | Quelle |
| ---- | --------- | ------ |
| 1832 | 722       | [ 4 ]  |
| 1861 | 745       | [ 5 ]  |
| 1871 | 645       | [ 6 ]  |
| 1885 | 643       | [ 7 ]  |
| 1910 | 649       | [ 8 ]  |
| 1925 | 640       | [ 9 ]  |
| 1939 | 537       | [ 10 ] |
| 2018 | 388       | [ 1 ]  |

## Baudenkmäler
Wichtigstes Baudenkmal Uedemerfelds ist die Hohe Mühle auf dem Katzenberg, die heute als Begegnungsstätte und Aussichtsturm dient. Unter Denkmalschutz stehen außerdem die T-Häuser Kirsel 110 und Uedemerfelder Weg 21.

## Kultur
In Uedemerfeld besteht die circa 300 Jahre alte St. Anna-Bruderschaft.